# Eriogonum batemanii
Eriogonum batemanii är en slideväxtart som beskrevs av Marcus Eugene Jones. Eriogonum batemanii ingår i släktet Eriogonum och familjen slideväxter. Inga underarter finns listade i Catalogue of Life.